# Lutte intégrée

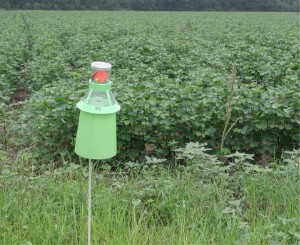
Piège à insecte (vers du coton), utilisé par les producteurs de coton bio ou en lutte intégrée, ici aux États-Unis

Selon l'Organisation des Nations unies pour l'alimentation et l'agriculture (FAO) et l'Organisation internationale de lutte biologique (OILB), la lutte intégrée ou protection intégrée est définie comme étant la « conception de la protection des cultures dont l'application fait intervenir un ensemble de méthodes satisfaisant les exigences à la fois écologiques, économiques et toxicologiques en réservant la priorité à la mise en œuvre délibérée des éléments naturels de limitation et en respectant les seuils de tolérance ».

## Définitions
Dans l'Union européenne, la lutte intégrée est définie par la directive communautaire  91/414/CEE du 15 juillet 1991, comme suit :

« L'application rationnelle d'une combinaison de mesures biologiques, biotechnologiques, chimiques, physiques, culturales ou intéressant la sélection des végétaux dans laquelle l'emploi de produits chimiques phytopharmaceutiques est limité au strict nécessaire pour maintenir la présence des organismes nuisibles en dessous de seuil à partir duquel apparaissent des dommages ou une perte économiquement inacceptables. »

La définition de la lutte biologique par l’Organisation internationale de lutte biologique (OILB) est la suivante : « L’utilisation d’organismes vivants ou de leurs produits pour prévenir ou réduire les dégâts causés par les ravageurs aux productions végétales ».

## Outils
Le biocontrôle est un ensemble d’outils utilisables pour la protection intégrée. Il met en œuvre les mécanismes régissant les interactions entre les espèces dans le milieu naturel tels que  : 
- les macro-organismes invertébrés (insectes, nématodes, etc.) ;
- les micro-organismes (virus, bactéries, etc.) ;
- les médiateurs chimiques (phéromones, etc.) ;
- les substances naturelles.

Le biocontrôle et la lutte biologique sont parfois utilisés comme des synonymes car les deux font appel à des auxiliaires naturels pour combattre un bioagresseur. Cependant  contrairement au biocontrôle, la lutte biologique n’inclut pas l’utilisation des phéromones de synthèse ou de substances naturelles d’origine minérale et, de son côté, le biocontrôle n’intègre pas les vertébrés considérés comme un outil pour la lutte biologique.
La protection biologique intégrée résulte de la combinaison de la lutte biologique et de la protection intégrée. La protection biologique intégrée est donc une démarche de protection combinant toutes les techniques disponibles issues de méthodes de contrôle, si possible biologique. Elle comprend : la prophylaxie, l'observation et suivi des cultures, la lutte biologique, le biocontrôle, la lutte mécanique, l'aménagement de l’environnement, les pratiques culturales, les choix variétaux, les traitements chimiques compatibles, etc.
L'Institut national de la recherche agronomique a mené pendant 10 ans un programme d’essai de systèmes de culture en protection intégrée, qui a montré que la flore adventice est maîtrisable par les techniques alternatives aux herbicides. L’expérimentation systémique de longue durée de Dijon Epoisses a été initiée en 2000. Les résultats obtenus au cours des 10 années d’essais indiquent que les leviers testés permettent de maîtriser de façon satisfaisante les infestations tout en réduisant de façon importante la dépendance aux herbicides et les impacts environnementaux associés.